# Liste de gares en Corée du Sud
La liste de gares en Corée du Sud, est une liste non exhaustive de gares ferroviaires du réseau des chemins de fer en Corée du Sud.

## Liste par ordre alphabétique

### A
- Gare d'Asan
- Gare d'Anyang

### C
- Gare de Cheonan
- Gare de Cheonan – Asan
- Gare de Cheongnyangni
- Gare de Cheorwon

### D
- Gare de Daejeon[1]
- Gare de Dorasan

### G
- Gare de Gwangmyeong

### H
- Gare de Haengsin

### J
- Gare de Jipyeong

### O
- Gare d'Osan

### P
- Gare de Pyeongtaek
- Gare de Pyeongtaek Jije
- Gare de Pusan

### S
- Gare de Seodaejeon[2]
- Gare de Séoul
- Gare de Susaek
- Gare de Suseo

### Y
- Gare de Yeongdeungpo
- Gare de Yongsan[3].